# Echiniscus mihelcici
Echiniscus mihelcici är en djurart som tillhör fylumet trögkrypare, och som beskrevs av Iharos 1973. Echiniscus mihelcici ingår i släktet Echiniscus och familjen Echiniscidae. Inga underarter finns listade i Catalogue of Life.